# Гашовец, Пётр
Пётр Гашовец (пол. Piotr Gaszowiec; около 1425 года, Розмеж — 1474, Краков) — польский астролог

, доктор медицины, профессор Краковской академии.

## Биография
Пётр Гашовец родился в шляхетской семье. Начальное образование получил в муниципальной школе в Стшельце-Опольске, в 1446 году зарегистрировался на зимний семестр в Краковской академии. В 1448 году он получил звание бакалавра, а в 1452 году — звание либералиума артиума — доктора свободных искусств. Пётр Гашовец в университете слушал других великих учёных того времени: Яна из Лудзиско, Марцина Крула из Журавицы и Анджея Гржималы из Познани.
В 1452 году он отправился в Италию, где изучал медицину и астрономию в университете Перуджи. Далее он продолжил обучение в 1454—1455 годах в Кёльне под руководством Герарда из Гамнонта.
После возвращения в Краков в 1456 году он занял самую почётную для своей профессии должность в стране — стал личным врачом короля Казимира IV Ягеллона .
В 1459 году он женился на краковской горожанке Катажине Гомановне, она была очень богата но ниже его по статусу. У пары было девять детей — Ян, Петр, Миколай, Станислав, Бенинья, Ружа, Ежи, Лукреция, Катажина и Барбара. Все дети взяли фамилию Гарлицкие.
Известно, что супруги владели деревней Гарлица Гурна (сегодня Гурна Весь — около 11 км от Кракова), Казимежей Велькой и доходным домом на рыночной площади в Кракове. После смерти Петра его жена Катажина оказалась вовлеченной в имущественный спор. В 1498 она на правах вдовы подала в суд на некоего Яна Либерханта за то, что тот насильно отобрал часть ее поместья в Гарлице-Гурне. Есть также короткая запись о том, что одна из дочерей Петра Гашовца — Барбара отказалась от всех своих поместий в Гарлице Гурне в пользу своего брата Станислава.
С 1456 года будучи доктором медицины, Петр Гашовец начал читать лекции на медицинском факультете Краковской академии. Он занимал должность декана медицинского факультета в 1459 и 1462 годах, а также ректора всей академии в зимних семестрах 1464/1465, и летних семестрах 1465 и 1470 годов в звании «medicine doctor et phisicus regius».
В 1464 году Гашовец был принят в ряды краковской буржуазии и впервые назвал себя королевским врачом (короля Казимира Ягеллончика). В книге приема на муниципальное право под номером 6799 есть запись: «Doctor Petrus i.h., dictus Gaschouicz, tali condicione, quod quamdiu ius habet, debet possidere domum in circulo circa Siluesterin sitam, sin autem resignaverit ius, extunc promisit domum vendere uni concivi et resignare». В вольном переводе: «Пётр Гашовец, врач, будет иметь буржуазные права, пока у него есть право на дом, а если он откажется от своих буржуазных прав, то продаст дом одному из своих соотечественников».
Помимо медицинской практики, Гашовец проводил астрономические исследования. Результатами его работ в этой сфере пользовались последующие поколения астрономов, в том числе и сам Николай Коперник. Он написал, среди прочего, труд Computus nouus totus fere Astronomiefundametum pulcerrimum contines, создал астрономические таблицы, рассчитанные для краковского меридиана, и каноны для них, в которых изложил метод исправления таблиц . Также известно, что он производил самостоятельные наблюдения и вычислял долготы, а также занимался метеорологией. В 1453 году он составил каталог из 15 ярких неподвижных звезд.
В 1468 году Гашовец стал городским советником. Он выступал в качестве спикера от имени университета и города во время государственных церемоний. Он олицетворял высокое мастерство гуманистического ораторского искусства, но копировал поведение Яна из Лудзиско. До наших дней сохранились пять выступлений Петра Гашовца:
- выступление по случаю присвоения степени бакалавра медицины студентам: Якубу де Боксиче и Миколаю из Кракова;
- приветственная речь кардинала Марека Барбо;
- Приветственная речь Александра из Фарливио;
- Прощальная речь Александра из Фарливио;
- приветственная речь Предстоятеля Грущинского.

Гашовец также занимался и магией. Судя по всему именно он привёз в Краков из Италии «Пикатрикс»  — одну из старейших магических книг. В книге, авторство которойприписывают арабскому писателю аль-Маджрити, обсуждались такие темы, как природа неба и атмосферных явлений, небесные сферы, связь между знаками зодиака и планетами, а также призыв духов.
В 1473 году Пётр Гашовец создал календарь Almanac Cracoviense на 1474 год. Это старейший печатный документ в Польше. Календарь был напечатан в Кракове Каспером Штраубе, баварским печатником, работавшим там с 1473 по 1476 год. Как и в других альманахах и календарях того периода, в Альманахе приведены церковные праздники и астрономические данные. В нём есть медицинские консультации и в нём указываются лучшие дни для кровопускания в зависимости от возраста и состояния здоровья пациента. Текст этого артефакта написан на латыни. Единственный сохранившийся экземпляр имеет размер 37 см. см х 26,2 см и находится в коллекции Ягеллонской библиотеки.
Пётр Гашовец умер когда-то около 28 января и 18 мая 1474 года.
Пётр Гашовец упоминается на мемориальной доске, установленной в ратуше в Стшельце-Опольских в 1964 году по случаю 600-летия Ягеллонского университета в Кракове.
Петр Гашовец является покровителем улиц в Кендзежин-Козле и Гарлица-Гурна.

## Работает
Среди наиболее важных работ Гашовца:
- Tabulae aureae de veris et mediis motibus Planetarum
- Consideracio de 15 stellis prime magnitudinis (Рассмотрение 15 звезд первичной величины)
- De mutationibus aeris
- Альманах Cracoviense ad annum 1474, Краков 1473 г., типография Каспера Штраубе[3]
- Computus nouus totus fere Astronomiefundametum pulcerrimum contines, Краков, 1504 г., типография Яна Галлера, изд. следующий: Халлер 1508, Витор 1513 Вена, Унглер и Лерн 1514, Халлер 1514, Халлер 1518, Витор 1518, Унглер 1524, Шарффенберг 1528, Шарффенберг 1531, Шарффенберг 1534, Шарффенберг 1541, Витор 1541, Шарффенберг 1546.[4]